# Agnieszka z Bagno di Romagna
Agnieszka z Bagno di Romagna, (żyła na przełomie XI i XII w zm. ok. 1105) – pustelnica, pędziła życie prawdopodobnie przy eremie kamedułów przy klasztorze św. Łucji w Bagno di Romagna. Święta chrześcijańska. W wędrówkach zgodnie z podaniami towarzyszył je pies.
W ikonografii przedstawiana jest z stroju z epoki. Jej atrybuty towarzyszące przedstawieniu to lilia albo wianek z białych i czerwonych róż, symbolizujące dziewicze życie świętej. Pies, który jej towarzyszył w wędrówkach oraz źródło, które odkryła podczas swoich wędrówek i woda, z którego uleczyła jej skórę lub według innych przekazów, ranę odniesioną od bestii lub węża.